# 8449 Maslovets
A 8449 Maslovets (ideiglenes jelöléssel 1977 EO1) a Naprendszer kisbolygóövében található aszteroida. Nyikolaj Sztyepanovics Csernih fedezte fel 1977. március 13-án.